# Crocozona insolens
Crocozona insolens är en fjärilsart som beskrevs av Hans Ferdinand Emil Julius Stichel 1929. Crocozona insolens ingår i släktet Crocozona och familjen Riodinidae. Inga underarter finns listade i Catalogue of Life.